# Сілвер-Спрінгс (Невада)
Сілвер-Спрінгс (англ. Silver Springs) — переписна місцевість (CDP) в США, в окрузі Лайон штату Невада. Населення — 5629 осіб (2020).

## Географія
Сілвер-Спрінгс розташований за координатами 39°23′0″ пн. ш. 119°12′53″ зх. д. / 39.38333° пн. ш. 119.21472° зх. д. (39.383454, -119.214640).  За даними Бюро перепису населення США в 2010 році переписна місцевість мала площу 199,71 км², з яких 185,44 км² — суходіл та 14,27 км² — водойми.

## Демографія
Згідно з переписом 2010 року, у переписній місцевості мешкало 5296 осіб у 2128 домогосподарствах у складі 1427 родин. Густота населення становила 27 осіб/км².  Було 2456 помешкань (12/км²).
Расовий склад населення:
| - 89,0 % — білих - 2,0 % — корінних американців - 0,9 % — азіатів - 0,3 % — чорних або афроамериканців - 0,2 % — вихідців з тихоокеанських островів - 3,2 % — осіб інших рас |

До двох чи більше рас належало 4,3 %. Частка іспаномовних становила 7,4 % від усіх жителів.
За віковим діапазоном населення розподілялося таким чином: 20,0 % — особи молодші 18 років, 59,9 % — особи у віці 18—64 років, 20,1 % — особи у віці 65 років та старші. Медіана віку мешканця становила 48,3 року. На 100 осіб жіночої статі у переписній місцевості припадало 108,7 чоловіків;  на 100 жінок у віці від 18 років та старших — 108,1 чоловіків також старших 18 років.
Середній дохід на одне домашнє господарство  становив 38 894 долари США (медіана — 33 780), а середній дохід на одну сім'ю — 43 172 долари (медіана — 37 409). Медіана доходів становила 41 964 долари для чоловіків та 38 393 долари для жінок. За межею бідності перебувало 22,8 % осіб, у тому числі 29,5 % дітей у віці до 18 років та 3,2 % осіб у віці 65 років та старших.
Цивільне працевлаштоване населення становило 1510 осіб. Основні галузі зайнятості: освіта, охорона здоров'я та соціальна допомога — 15,9 %, мистецтво, розваги та відпочинок — 12,6 %, будівництво — 12,3 %.